# 延鴻
延鸿（？—？）字逵程，号小西崖，滿洲鑲紅旗人。清朝及中华民国政治人物、书画家、诗人。

## 生平
延鸿是清朝附生，留学日本弘文学院学习警务。他历任民政部左参议，民政部右丞，宪政编查馆统计局正科员。
中华民国成立后，他任平政院评事。
延鸿在诗歌、书法和山水画方面有一定造诣。

## 著作
- 渐斋诗存